# La Capelle-Balaguier
La Capelle-Balaguier è un comune francese di 284 abitanti situato nel dipartimento dell'Aveyron nella regione dell'Occitania.

## Società

### Evoluzione demografica
Abitanti censiti